# Мимасака
Мимасака (яп. 美作市 Мимасака-си) — город в Японии, находящийся в префектуре Окаяма. Площадь города составляет 429,19 км², население — 28 664 человека (1 августа 2014), плотность населения — 66,79 чел./км².

## Географическое положение
Город расположен на острове Хонсю в префектуре Окаяма региона Тюгоку. С ним граничат города Бидзен, Сисо, посёлки Ваке, Мисаки, Сёо, Наги, Саё, Тидзу и село Нисиавакура.

## Население
Население города составляет 28 664 человека (1 августа 2014), а плотность — 66,79 чел./км². Изменение численности населения с 1980 по 2005 годы:
| 1980 | 38 430 чел. |  |
| 1985 | 38 309 чел. |  |
| 1990 | 36 942 чел. |  |
| 1995 | 36 140 чел. |  |
| 2000 | 34 577 чел. |  |
| 2005 | 32 479 чел. |  |

## Символика
Деревом города считается слива японская, цветком — Erythronium japonicum.

## Города-побратимы
- Сен-Валантен Франция (1988)
- Этидзен, Япония (1990)
- Неягава, Япония (1991)
- Санкт-Фалентин, Австрия (1994)
- Saint-Valentin, Канада (1997)
- Ōhara-chō (Япония) и Gleizé (Франция) с одобрения мэра Мимасаки Сейджи Хагивара (1999)

## Достопримечательности
- Буддийский храм Тёфукудзи